# Залежний тип
Зале́жний тип (англ. dependent type) в інформатиці та логіці — тип, який залежить від деякого значення. Залежні типи відіграють ключову роль в інтуїціоністській теорії типів і побудові функційних мов програмування таких як ATS, Agda, Epigram та Idris.
Наприклад, тип, що описує n-кортежі дійсних чисел, є залежним, оскільки він «залежить» від величини n.
Рішення про рівність залежних типів у програмі може вимагати обчислень. Якщо в залежних типах допущено використання довільних значень, то рішення про рівність типів може включати перевірку рівності результату роботи двох довільних програм. Таким чином, перевірка типу стає нерозв'язною задачею.
Ізоморфізм Каррі — Говарда дозволяє будувати типи для вираження як завгодно складних математичних властивостей. Якщо надано конструктивне доведення того, що тип «заселений» (тобто, існує хоча б одне значення цього типу), компілятор зможе перевірити це доведення і перетворити його на виконуваний код, що обчислює значення. Наявність перевірки доведень робить залежно-типізовані мови схожими з програмним забезпеченням автоматизації доведень (наприклад, інтерактивне доведення теорем Coq).

## Системи лямбда-куба
Генк Барендрегт розробив лямбда-куб як засіб класифікації систем типів за трьома осями. Кожен із восьми кутів кубічної діаграми відповідає системі типів. У найбіднішій вершині куба міститься просто типізоване лямбда-числення, а в найбагатшій — числення конструкцій. Трьом осям куба відповідають три різні доповнення до просто типізованого лямбда-числення: доповнення залежних типів, доповнення поліморфізму і доповнення конструкторів типів вищого порядку.

## Формальне визначення
Дуже спрощено залежний тип можна подати як тип індексованого сімейства множин. Формальніше, для типу {\displaystyle A:{\mathcal {U}}} (де {\displaystyle {\mathcal {U}}} — всесвіт типів), можна визначити сімейство типів {\displaystyle B}, що зіставляє кожному терму {\displaystyle a:A} тип {\displaystyle B(a):{\mathcal {U}}}, що записується як {\displaystyle B:A\to {\mathcal {U}}}. Функцію, чия область значень варіюється залежно від її аргументу, називають залежною функцією. Тип цієї функції називають залежним добутком типів, пі-типом або просто залежним типом. Залежний тип записують для цього випадку як
{\displaystyle \Pi _{(x:A)}B(x)}
або
{\displaystyle \Pi (x:A),B(x)}.
Якщо {\displaystyle B} є константою, то залежний тип спрощується до звичайної функції {\displaystyle A\to B}. Інакше кажучи, {\displaystyle \Pi _{(x:A)}B} рівнозначний функційному типу {\displaystyle A\to B}. Назва «пі-тип» наголошує, що такий тип є декартовим добутком типів. Пі-типи також можна подати як моделі кванторів загальності.
Наприклад, якщо {\displaystyle {\mbox{Vec}}({\mathbb {R} },n)} — кортеж з {\displaystyle n} дійсних чисел, то {\displaystyle \Pi _{(n:{\mathbb {N} })}{\mbox{Vec}}({\mathbb {R} },n)} — тип функцій, які для будь-якого натурального {\displaystyle n} повертають кортеж дійсних чисел розміру {\displaystyle n} . Звичайний функційний простір є тим окремим випадком, коли область значень не залежить від вхідного параметра: наприклад, {\displaystyle \Pi _{(n:{\mathbb {N} })}\;{\mathbb {R} }} — тип функцій з натуральних у дійсні, що позначаються {\displaystyle {\mathbb {N} }\to {\mathbb {R} }} у просто типізованому лямбда-обчисленні.

Поліморфні функції є важливим прикладом залежних функцій, тобто функції, що мають залежний тип. Для певного заданого типу такі функції обробляють значення цього типу, чи значення типу, побудованого з урахуванням цього типу. Поліморфна функція, що повертає значення типу {\displaystyle C}, матиме поліморфний тип, що записується як
{\displaystyle \Pi _{(A:{\mathcal {U}})}A\to C}